# Grigori Zinoviev
Grigori Evséievíteh Zinoviev (em russo, Григорий Евсеевич Зиновьев), nascido Ovsei-Gershon Aronovich Radomyslsky (Yelizavetgrado, hoje Kirovohrad, Ucrânia, 23 de Setembro de 1883 — Moscou, 25 de Agosto de 1936) foi um revolucionário bolchevique e político soviético.
Foi opositor de Lênin, durante a Revolução Russa de 1917. Foi várias vezes expulso do Partido Comunista da União Soviética. Ele e Lev Kamenev se juntaram a um bloco de oposição a Stalin com Leon Trótski em 1932, mas provavelmente desistiram do bloco depois de se juntar novamente ao partido. Acabou sendo executado em 1936, junto com Kamenev, no regime de Stálin.
Membro do Politburo do PCUS de 1917 a 1926. Indicou Stálin para a Secretaria Geral do PCUS em 1922 no XI Congresso. Foi Presidente do COMINTERN de 1919 a 1926 sendo substituído por Bukharin após divergência com Stalin.